# Искьердо, Хосе
Хосе́ Эрибе́рто Искье́рдо Ме́на (исп. José Heriberto Izquierdo Mena; род. 7 июля 1992 года, Перейра, Колумбия) — колумбийский футболист, нападающий.
Выступал за сборную Колумбии, участник чемпионата мира 2018 года.

## Клубная карьера

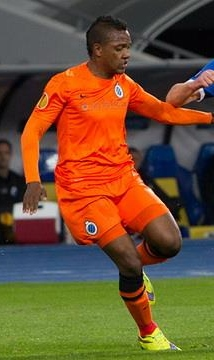
Искьердо в составе «Брюгге»

Искьердо — воспитанник клуба «Депортиво Перейра» из своего родного города. 4 апреля 2010 года в матче против «Энвигадо» он дебютировал в Кубке Мустанга. 26 сентября в поединке против «Энвигадо» Хосе забил свой первый гол за «Депортиво Перейра».
В 2013 году Искьердо перешёл в «Онсе Кальдас». 29 июля в матче против «Депортиво Кали» он дебютировал за новую команду. 25 августа в поединке против «Индепендьенте Медельин» Хосе забил свой первый гол за «Онсе Кальдас».
Летом 2014 года Искьердо перешёл в бельгийский «Брюгге». Сумма трансфера составила 3,5 млн евро. 14 сентября в поединке против «Генка» он дебютировал в Жюпиле лиге, заменив во втором тайме Вальдемара Соботу. 21 сентября в матче против «Кортрейка» Хосе забил свой первый гол за «Брюгге». 18 сентября в поединке против итальянского «Торино» Искьрдо дебютировал в Лиге Европы. В 2015 году Хосе помог клубу завоевать Кубок Бельгии, а через год стал чемпионом страны. 22 ноября 2016 года в матче Лиги чемпионов против английского «Лестер Сити» Искьердо забил гол. В том же году он был признан футболистом года в Бельгии. Летом заинтересованность в игроке проявили итальянский «Милан», испанская «Севилья», французский «Марсель» и московский «Спартак».
В августе 2017 года Хосе перешёл в английский «Брайтон энд Хоув Альбион». Сумма трансфера составила 16 млн фунтов. 26 августа в матче против «Уотфорд» он дебютировал в английской Премьер-лиге.

## Международная карьера
7 июня 2017 года в товарищеском матче против сборной Испании Искьердо дебютировал за сборную Колумбии, заменив во втором тайме Хуана Куадрадо. 13 июня в поединке против сборной Камеруна он забил свой первый гол за национальную команду.
В 2018 году в Искьердо принял участие в чемпионате мира 2018 года в России. На турнире он сыграл в матче против команды Японии.

### Голы за сборную Колумбии
| # | Дата         | Место                                    | Соперник | Счет | Результат | Соревнование      |
| - | ------------ | ---------------------------------------- | -------- | ---- | --------- | ----------------- |
| 1 | 13 июня 2017 | Колисеум Альфонсо Перес, Мадрид, Испания | Камерун  | 0:4  | 0:4       | Товарищеский матч |

## Достижения
Командные
 «Брюгге»
- Чемпионат Бельгии по футболу — 2015/2016
- Обладатель Кубка Бельгии — 2014/15

Индивидуальные
- Футболист года в Бельгии — 2016